# Клінчень (комуна)
Клінчень, Клінчені (рум. Clinceni) — комуна у повіті Ілфов в Румунії. До складу комуни входять такі села (дані про населення за 2002 рік):
- Клінчень (3762 особи)
- Олтень (1099 осіб)
- Ордоряну (77 осіб)

Комуна розташована на відстані 14 км на південний захід від Бухареста, 144 км на південь від Брашова.

## Населення
За даними перепису населення 2002 року у комуні проживали 4938 осіб.
Національний склад населення комуни:
| Національність | Кількість осіб | Відсоток |
| -------------- | -------------- | -------- |
| румуни         | 4886           | 98,9%    |
| цигани         | 50             | 1,0%     |
| італійці       | 1              | < 0,1%   |

Рідною мовою назвали:
| Мова       | Кількість осіб | Відсоток |
| ---------- | -------------- | -------- |
| румунська  | 4891           | 99,0%    |
| циганська  | 42             | 0,9%     |
| німецька   | 1              | < 0,1%   |
| російська  | 1              | < 0,1%   |
| болгарська | 1              | < 0,1%   |
| італійська | 1              | < 0,1%   |

Склад населення комуни за віросповіданням:
| Релігія       | Кількість осіб | Відсоток |
| ------------- | -------------- | -------- |
| православні   | 4912           | 99,5%    |
| римо-католики | 3              | 0,1%     |
| бретрени      | 3              | 0,1%     |
| адвентисти    | 2              | < 0,1%   |
| п'ятдесятники | 1              | < 0,1%   |
| мусульмани    | 1              | < 0,1%   |